# Molham Darreh
Molham Darreh (persiska: مُلهَم دَرِّه, مُلهَمدَر, مَلَمدَر, مُلهَمدَرِه, مُلامَدَر, مَلهَم دَرِه, مَلهَم دَرِّه, ملهم درّه) är en ort i Iran.   Den ligger i provinsen Hamadan, i den nordvästra delen av landet, 300 km väster om huvudstaden Teheran. Molham Darreh ligger 1 848 meter över havet och antalet invånare är 402.
Terrängen runt Molham Darreh är lite bergig. Runt Molham Darreh är det ganska tätbefolkat, med 80 invånare per kvadratkilometer. Närmaste större samhälle är Asadābād, 5,9 km söder om Molham Darreh. Trakten runt Molham Darreh består till största delen av jordbruksmark.